# Дельта Нілу
30°54′00″ пн. ш. 31°07′00″ сх. д. / 30.9° пн. ш. 31.11666667° сх. д.
Дельта Нілу (араб. دلتا النيل) — річкова дельта, яка утворюється в Північному Єгипті (стародавній Нижній Єгипет), де Ніл розпадається на кілька рукавів і впадає в Середземне море. Вона є однією з найбільших річкових дельт у світі, від Александрії на заході до Порт-Саїду на сході, охоплює близько 240 км узбережжя Середземного моря і є багатим сільськогосподарським регіоном. Дельта починається трохи північніше від Каїру.

## Географія
З півночі на південь дельта має близько 160 км завдовжки. Із заходу на схід, вона охоплює близько 240 км берегової лінії. Ніл розділяться на дві основні гирла, Дум'ят і Розетта, які впадають в Середземне море біля міст-портів з однойменною назвою. У минулому, дельта мала декілька рукавів, але вони висохли через повені, замулювання і зміну рельєфу. Одним з таких не існуючих рукавів є Ваді Тумілат. Суецький канал проходить на схід від дельти, через прибережне озеро Манзала в північно-східній частині дельти. На північному заході знаходяться три інші прибережні лагуни або озера: озеро Буруллус, озеро Ідку та озеро Мар'ют.
Оскільки дельта більше не отримує річний запас поживних речовин і мулу через побудовані Асуанські греблі, ґрунти заплави стали біднішими, через це, в даний час, використовуються велика кількість добрив. Товщина мулу в дельті може сягати до 20 м у глибину. Дельта Нілу руйнується зі швидкістю 50 км² на рік, і є імовірність її зникнення у 2550 році.

## Історія геологічного розвитку
Історія геологічного розвитку Палеонілу і його дельти пов'язана з геологічною еволюцією і взаємодією північно-східної Африки, Східносередземноморського басейну і Червоного моря. Вивчення району дельти Нілу розпочалося лише в середині 1960-х років  (Barber (1981), Poumot та Bouroullec (1984), Deibis (1982), Elf Aquitaine (1982), Hantar (1975), Rizzini і інші (1976), Lacaze і Dufresne (1982)) тощо. Геологічна еволюція Нілу на території Єгипту має 5 основних етапів:
- Перший етап, що відповідає утворенню русла Палеонілу припадає на пізній міоцен. В цей час формується система протяжних каньйонів за механізмом утворення Великого каньйону в Аризоні. Ширина каньйону змінюється від 2 км до 20 км, а глибина ерозії до міоценових відкладів досягла 170—900 м. В районі дельти, де відбувалося основне розвантаження річкових наносів потужність осадів досягає 3000 м. Накопичені товщі складені переважно конгломератами, гравелітами і великозернистими пісками та пісковиками. Уламкова частина гравелітів представлена переважно породами крейди і еоцену.
- Другий етап починається у ранньому пліоцені. Зі сторони Середземномор'я відбулася трансгресія морського басейну і північна частина Нілу і його дельти перебувала в морських умовах. У цей час формуються здебільшого глинисті відклади з чисельними піщаними банками.
- На третьому етапі з початку пізнього пліоцену морський басейн дещо регресував і на території району розпочалося формування складної суходільної дельтової системи, з русловими протоками і міжрусловими ділянками. В межах русел накопичувались типові алювіальні осади, а в міжруслових ділянках різноманітні озерно-болотні відклади.
- Четвертий етап припадає на плейстоценовий час. В межах території переважають морські умови, які перериваються короткочасовими регресіями морського басейну. Осадові відклади складені чергуванням пісковиків, гравелітів і глин морського походження.

На п'ятому етапі наприкінці плейстоцену морська трансгресія посилюється і на території встановлюються близькі до сучасних умови.

## Населення
Близько половини з 80 мільйонів населення Єгипту живуть в районі дельти Нілу. За межами великих міст, щільність населення в дельті середньому 1000 осіб/км ² і більше. Александрія — найбільше місто в дельті з населенням понад 4 млн. Інші великі міста в дельті: Шубра-Ель-Хейма, Порт-Саїд, Ель-махалла-ель-Кубра, Ель-Мансур, Танта і Загазиг.

## Клімат
Має середземноморський клімат, що характеризується малою кількістю опадів. Тільки 100—200 мм опадів випадає у дельті в середньому протягом року, більшість із них взимку. Дельта має вельми високі температури в липні і серпні — у середньому 30°С, максимально до 48 °C. Зимові температури, як правило, коливаються у межах 10-19 °C.

## Галерея

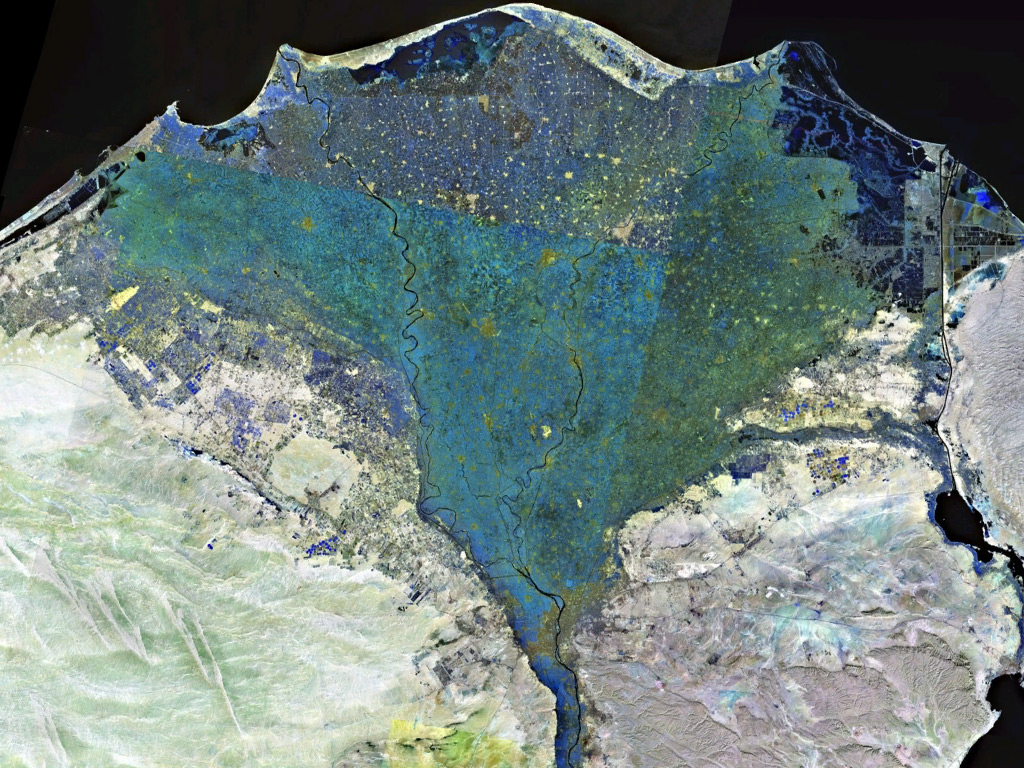
Знимок NASA
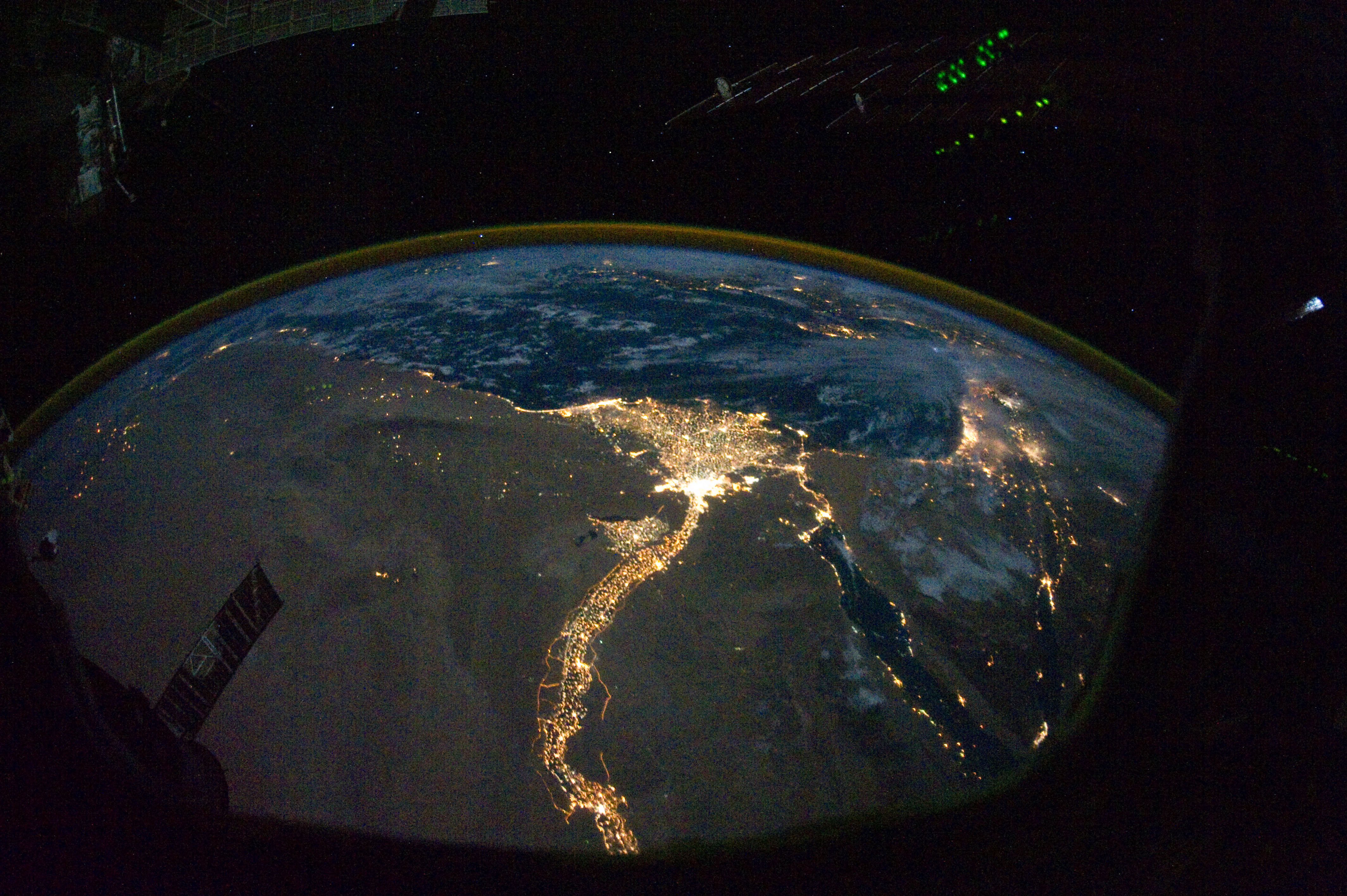
Дельта вночі з Міжнародної космічної станції, жовтень 2010
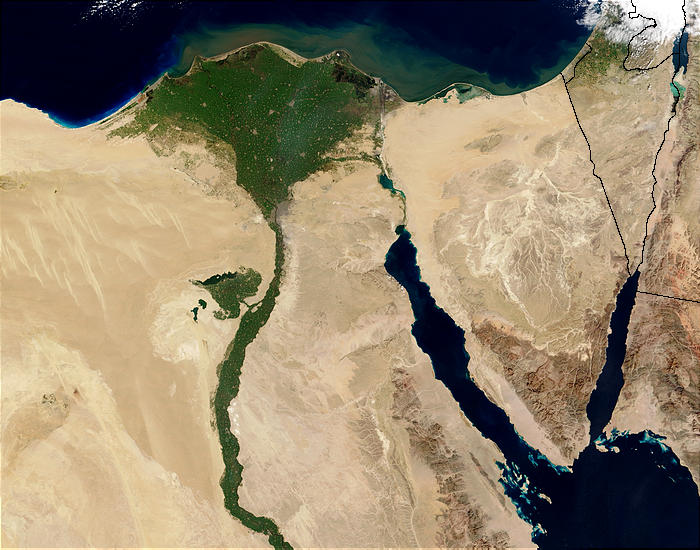
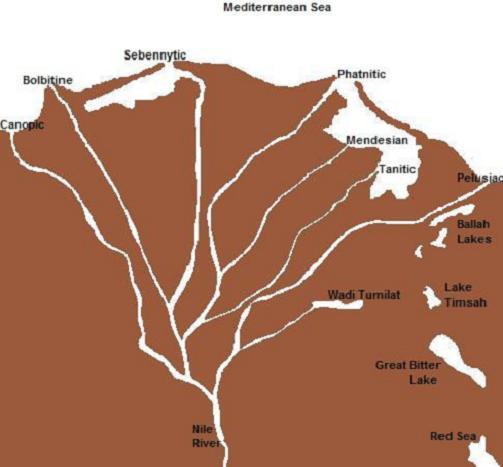
Давні русла Нілу та озера на схід
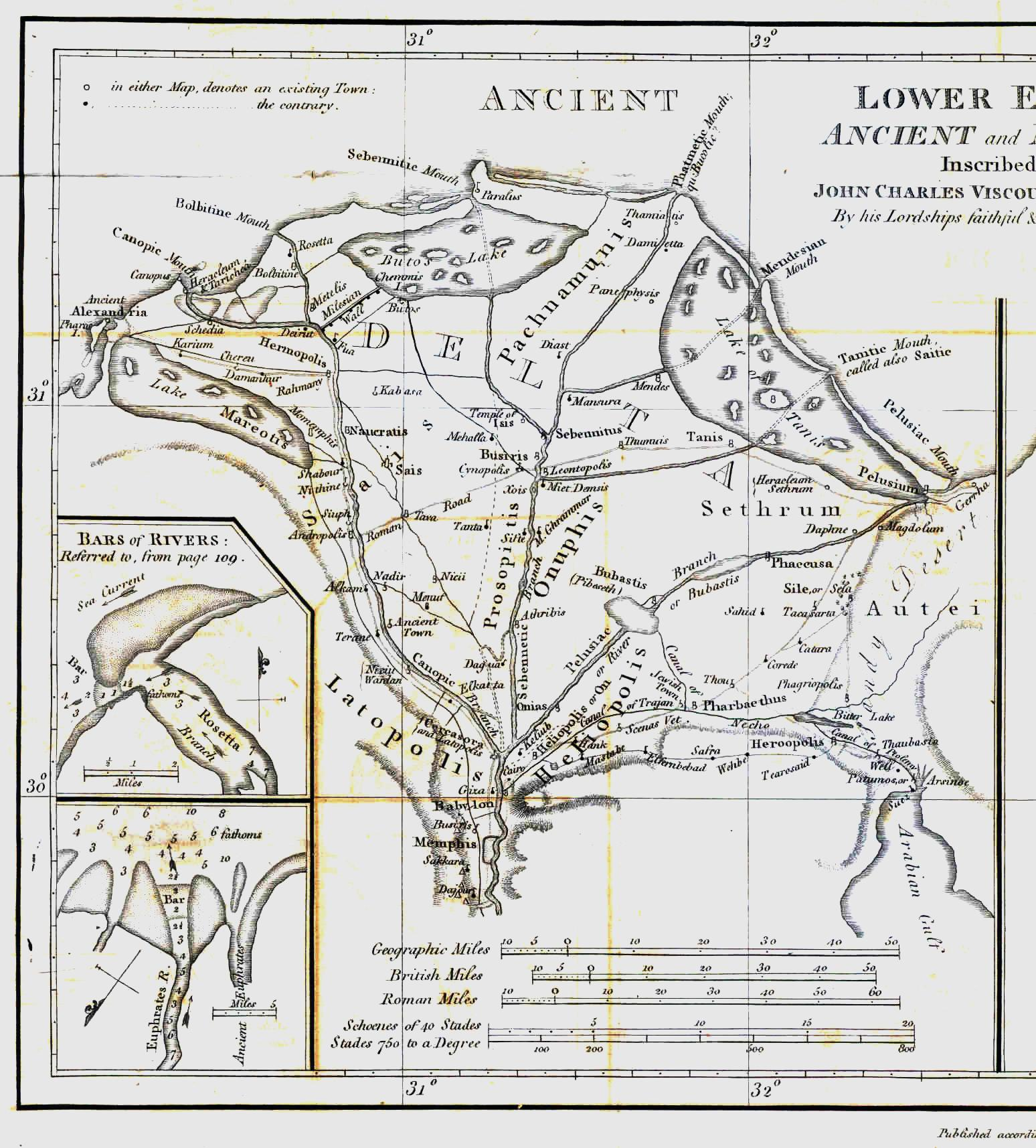
Давня дельта Нілу, часів Геродота
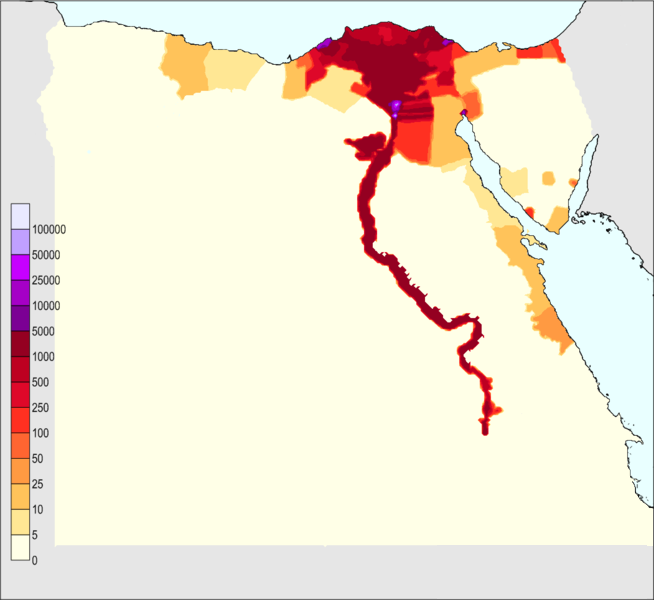
Щільність населення
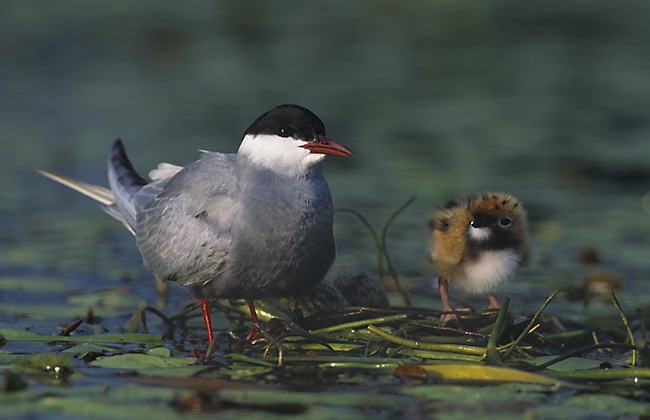
Місцеві птахи